# Yeshey Penjor
Yeshey Penjor (Dzongkha: བློན་པོ་ ཡེ་ཤེས་དཔལ་འབྱོར; geb. ca. 1964) ist ein Politiker in Bhutan. Er ist seit November 2018 Minister für Landwirtschaft und Lebensgrundlagen (སོ་ནམ་དང་ནགས་ཚལ་ལྷན་ཁག།). Er war seit Oktober 2018 Mitglied der Gyelyong Tshogdu (Nationalversammlung).

## Leben

### Jugend und Ausbildung
Penjor wurde ca. 1964 geboren.
Er erwarb eine Abschluss als Master of Science in Environment and Management am Asian Institute of Technology (AIT) in Thailand.

## Karriere
Bevo Penjor in die Politik ging, war er Project Director des Green Public Procurement Project. und hat als Climate Change Policy Advisor beim Entwicklungsprogramm der Vereinten Nationen (UNDP) für Bhutan und die National Environment Commission gearbeitet.

## Politik
Penjor ist ein Mitglied der Partei Druk Nyamrup Tshogpa (DNT). Er wurde in den Wahlen 2018 für den Wahlkreis Nubi-Tangsibji ins Parlament gewählt. Am 3. November verkündete Lotay Tshering formell seine Kabinetts-Struktur und benannte Penjor als Minister für Landwirtschaft und Forsten. Am 7. November 2018 wurde er vereidigt, in Nachfolge von Yeshey Dorji